# فرانك فورنس
فرانك فورنس (بالإنجليزية: Frank Furness)‏ هو مهندس معماري أمريكي، ولد في 12 نوفمبر 1839 في فيلادلفيا في الولايات المتحدة، وتوفي في 27 يونيو 1912 في Upper Providence Township, Delaware County, Pennsylvania ‏ في الولايات المتحدة.

## معرض صور

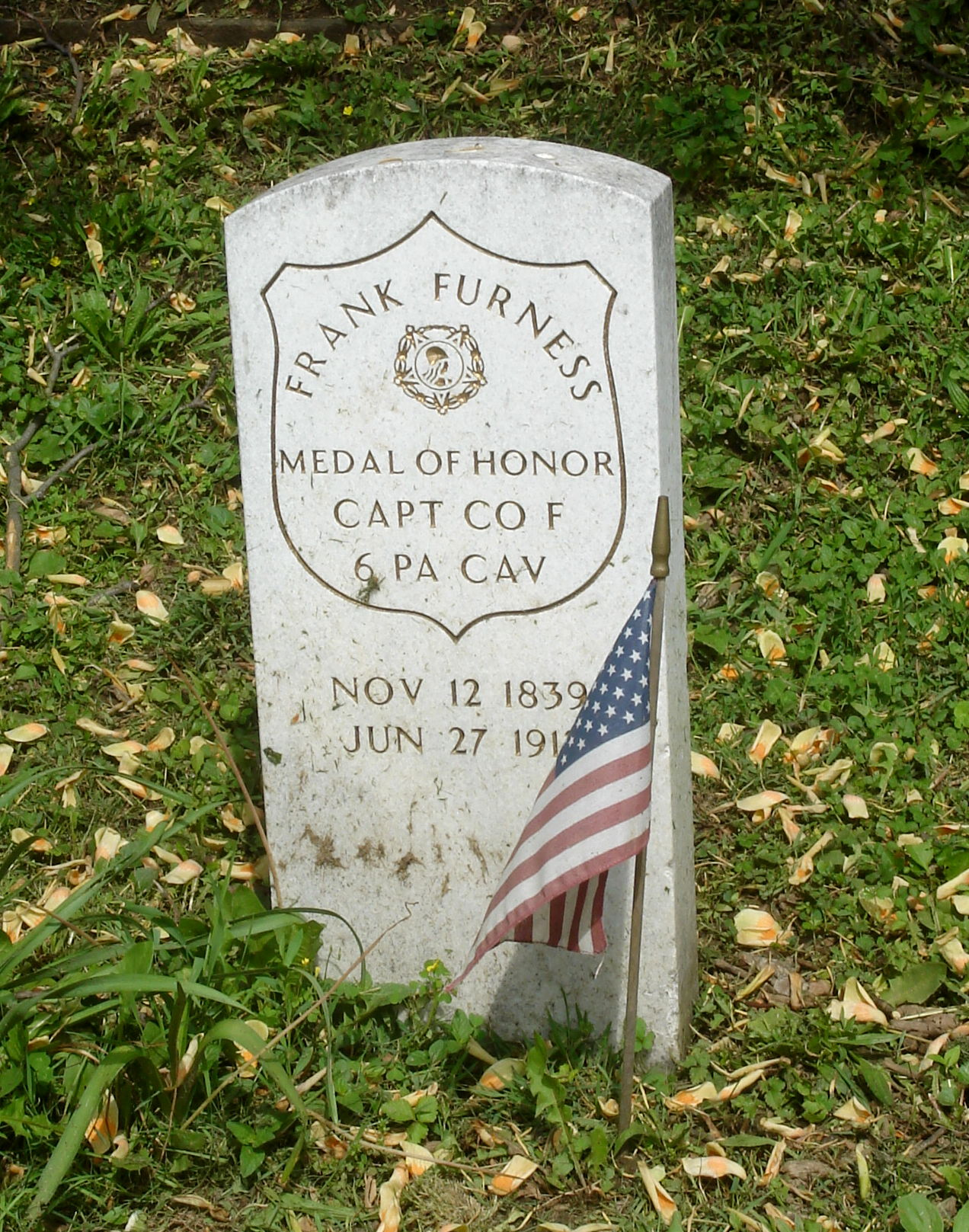
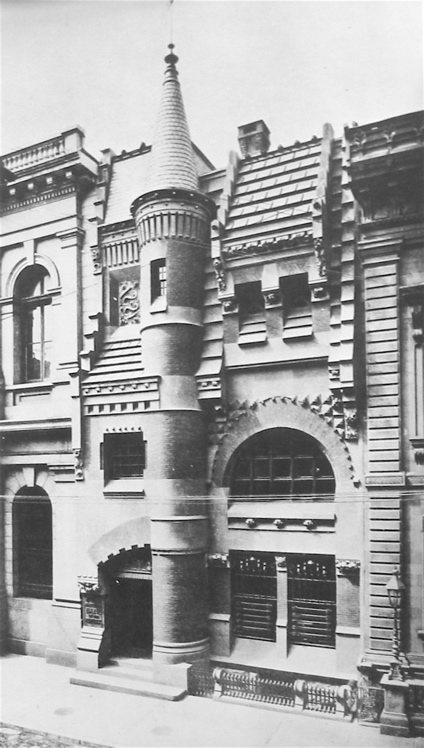
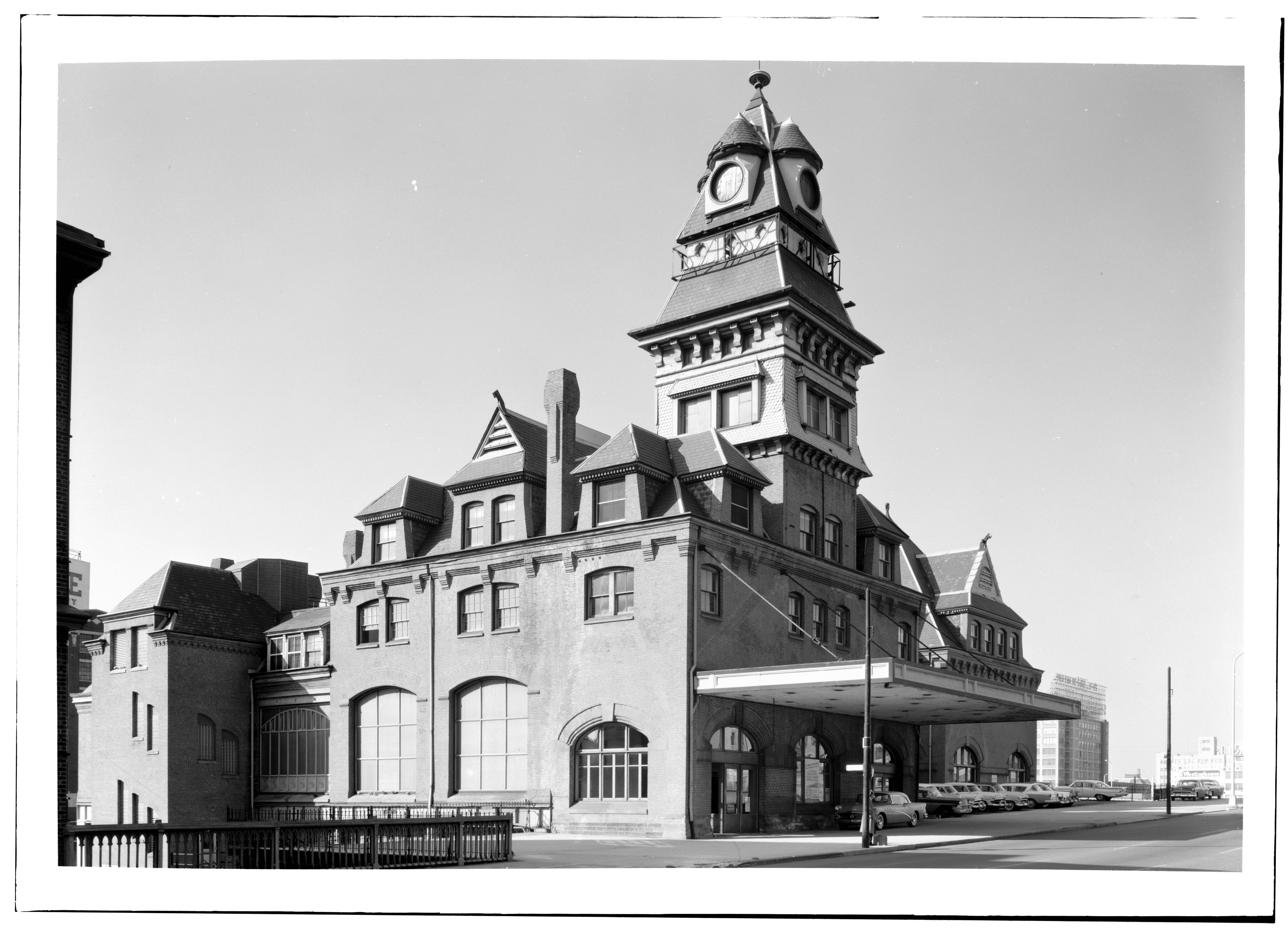
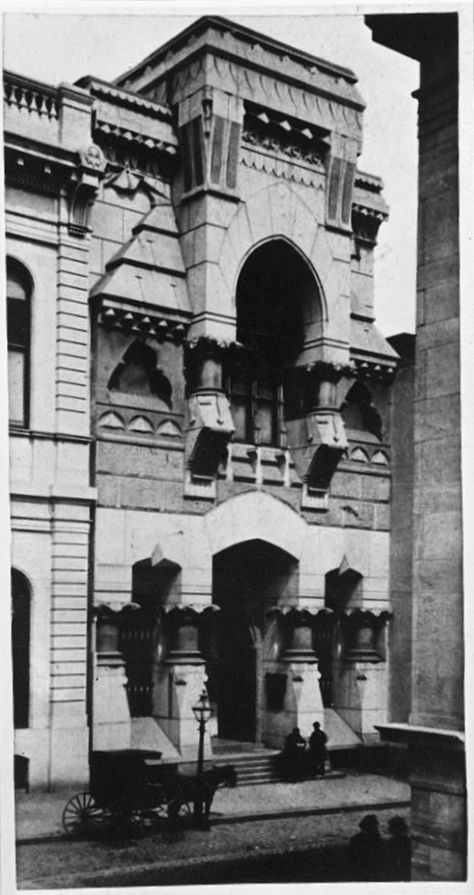

## وصلات خارجية
- فرانك فورنس على موقع الموسوعة البريطانية (الإنجليزية)